# Camí de l'Óssol
El Camí de l'Óssol és una pista rural del terme municipal de Granera, a la comarca del Moianès.

El Camí de l'Óssol, respecte de Granera

Està situat en el sector central del terme. Arrenca de la masia de la Riera, on enllaça amb el Camí de la Riera, des d'on s'adreça cap a migdia, per arribar a la masia de l'Óssol en uns 600 metres. Ressegueix el torrent de la Riera pel marge esquerre. Del Camí de l'Óssol arrenca cap a llevant el Camí del Salamó.